# Hamech
Hamech (persiska: همچ) är en ort i Iran.   Den ligger i provinsen Khorasan, i den östra delen av landet, 800 km sydost om huvudstaden Teheran. Hamech ligger 1 603 meter över havet och antalet invånare är 135.
Terrängen runt Hamech är kuperad åt sydost, men åt nordväst är den platt. Terrängen runt Hamech sluttar västerut.Runt Hamech är det glesbefolkat, med 12 invånare per kvadratkilometer. Hamech är det största samhället i trakten. Trakten runt Hamech är ofruktbar med lite eller ingen växtlighet.